# Legend of Grimrock
Legend of Grimrock è un videogioco di ruolo d'azione del 2012 sviluppato e pubblicato dalla casa di sviluppo finlandese Almost Human per Microsoft Windows, OS X, Linux, IOS e Nintendo Switch. Il gioco prende ispirazione dal gioco di ruolo del 1987 Dungeon Master.
Legend of Grimrock è stato il titolo di debutto autofinanziato di Almost Human, un team di sviluppo indipendente finlandese composto da quattro persone, fondato nel febbraio 2011. Nel 2014, il gioco ha avuto un seguito, Legend of Grimrock 2.
Nel 2017 il Museo Finlandese dei Giochi (in finlandese Suomen pelimuseo, dedicato anche a giochi non elettronici) lo annoverò tra i suoi primi 100 classici giochi finlandesi.

## Trama

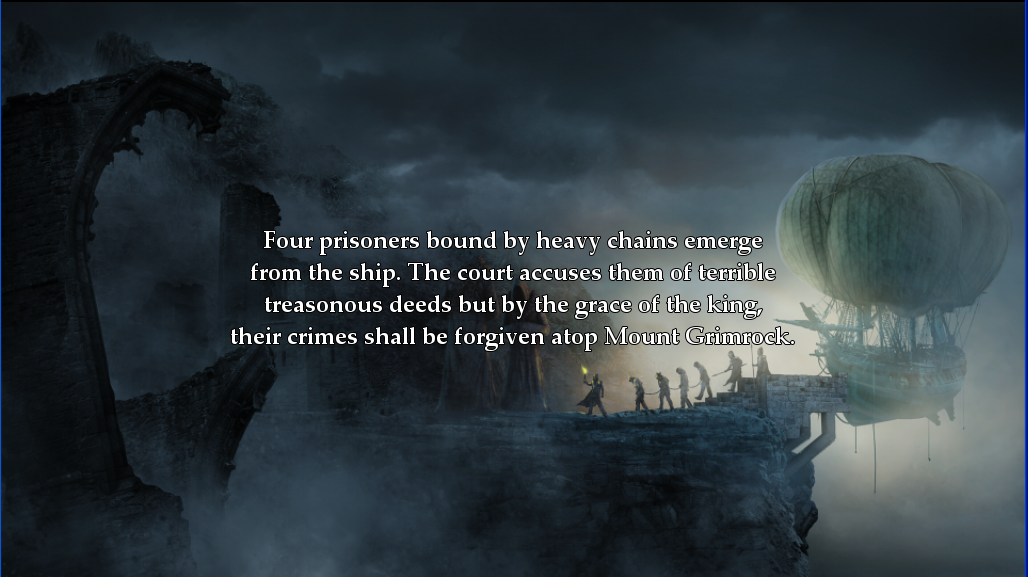
Il filmato iniziale che mostra i prigionieri e le loro guardie che vengono trasportati sul Monte Grimrock dal dirigibile

In un regno dal nome non specificato, quattro individui vengono accusati dalla corte di giustizia di alto tradimento e, per punirli, il re decide di mandarli a scontare la pena sul Monte Grimrock. Grimrock è un'enorme montagna nella quale sono state scavate infinite gallerie e sale, piene di trabocchetti e mostruose aberrazioni, che viene usata come prigione per i criminali. L'antica legge reale stabilisce che chiunque riuscirà ad uscire dall'infernale labirinto, vedrà annullate tutte le sue colpe. Inutile dire che nessuno ci è mai riuscito. Compito del giocatore è tentare di portare a compimento quest'impresa leggendaria.

## Modalità di gioco

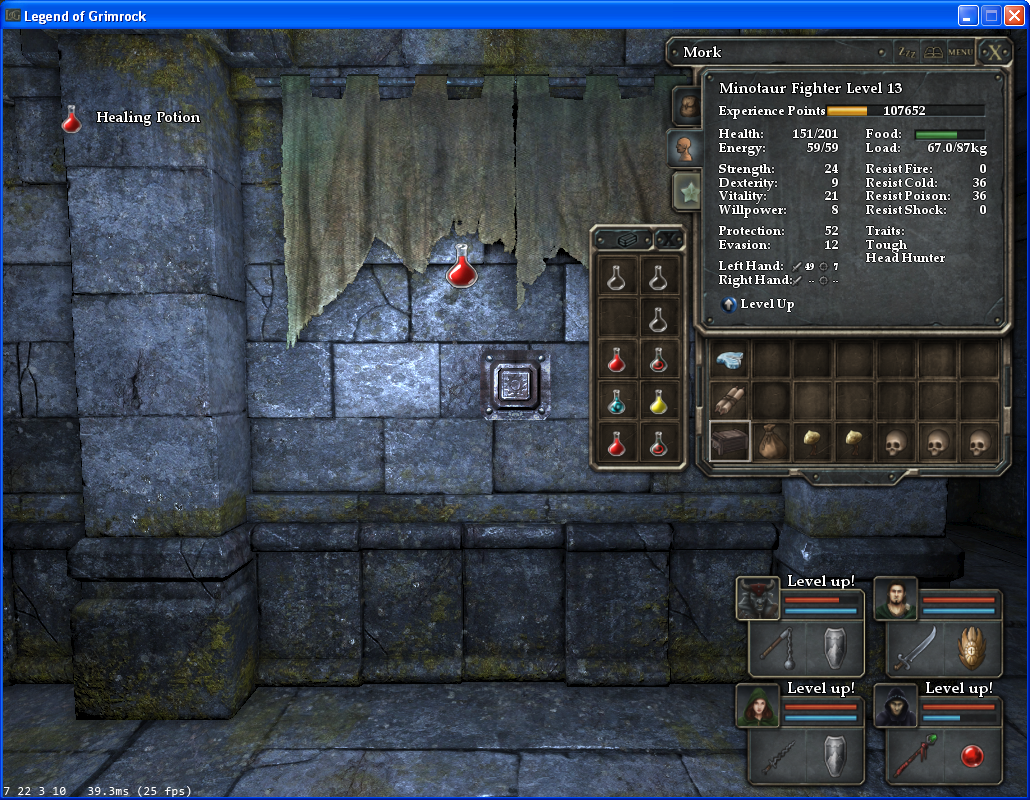
Uno screenshot del gioco con l'inventario aperto di un membro del gruppo

Legend of Grimrock si rifà a giochi del calibro del succitato Dungeon Master, o di Eye of the Beholder, titoli definiti dungeon crawler, perché ambientati solitamente in enormi sotterranei (detti appunto dungeon), pieni di trappole e nemici da affrontare.
A inizio dell'avventura, il giocatore è chiamato a comporre il proprio party, scegliendo se utilizzare quello già predefinito, oppure se crearne uno da sé. Il party può essere composto da un minimo di un personaggio a un massimo (consigliato dagli sviluppatori) di quattro elementi. Per ogni personaggio il giocatore può scegliere la razza (umani, abili in qualunque campo; minotauri, versati per il combattimento; uomini-lucertola, furtivi e portati per l'assassinio; e insettoidi, abili con la magia) e la classe (guerriero, ladro e mago). A questo punto, viene chiamato a scegliere per ogni personaggio due "tratti" (traits), che donano loro capacità passive permanenti, e a scegliere come investire i punti abilità nelle sei skills a disposizione per ogni classe.
In omaggio ai grandi dungeon crawlers del passato, al giocatore è anche data la possibilità di scegliere di giocare in modalità Old school, nella quale non viene dotato di mappa dal gioco ed è costretto a disegnarsela da sé, come si era soliti fare per i titoli per MS-DOS.

## Accoglienza

### Critica
La critica ha generalmente bene accolto il titolo, e GameSpy ha dato "Great" come giudizio del videogioco.